# Алеханов, Сергей Николаевич
Сергей Николаевич Алеханов (род. 22 февраля 1975) — российский самбист и дзюдоист, бронзовый призёр чемпионата России по дзюдо, бронзовый призёр командного чемпионата Европы по дзюдо, бронзовый призёр чемпионатов мира по самбо, мастер спорта России международного класса по самбо и дзюдо, майор полиции.

## Спортивные результаты
- Первенство Европы по дзюдо среди юниоров 1994 года — ;
- Первенство России по дзюдо среди юниоров 1995 года — ;
- Чемпионат России по дзюдо 1995 года — ;
- Чемпионат России по самбо 1998 года — ;
- Чемпионат России по самбо 1999 года — ;
- Чемпионат России по самбо 2001 года — ;
- Чемпионат России по самбо 2004 года — ;